# Pinoy M.D. Mga Doktor ng Bayan
Pinoy M.D. Mga Doktor ng Bayan es un programa de televisión médica filipino creado por GMA News and Public Affairs para la Red GMA Network que proporciona información sobre las enfermedades y problemas médicos de la gente hoy en día. Está auspiciado por Connie Sison junto con los médicos residentes del programa, el Dr. David Ampil II y el Dr. Raúl Quillamor. El programa también proporciona consultas para los espectadores.
El Dr. Isaac David Ampil II, también conocido como Doc Dave, es un renombrado cirujano oncólogo. Actualmente es examinador de la Junta de Cirugía de Filipinas, y fue el redactor jefe del Boletín de Filipinas sobre Cáncer desde 1998 hasta 2001. Es también miembro del Colegio de Cirujanos de Filipinas desde 1993.
El Dr. Raul Quillamor, más popularmente conocido como Dr. Q, es un ginecólogo obstetra. Es miembro de la Junta de Síndicos de la Sociedad Filipina de Ginecología y Obstetricia. También fue Jefe de Sección de Ultrasonido OB-Gyne de UERM y Medicina Materno-Fetal en 2009.
Los tres anfitriones disertan sobre problemas importantes y mitos de la salud, vida sana, y otros temas. El programa tiene como objetivo proporcionar información que pueda ayudar a los espectadores a comprender diversos factores relacionados con el bienestar general.